# Brachystelma bracteolatum
Brachystelma bracteolatum là một loài thực vật có hoa trong họ La bố ma. Loài này được Meve mô tả khoa học đầu tiên năm 1997.